# O Clássico
Pour les articles homonymes, voir Classico.
 (mars 2012).
Si vous disposez d'ouvrages ou d'articles de référence ou si vous connaissez des sites web de qualité traitant du thème abordé ici, merci de compléter l'article en donnant les références utiles à sa vérifiabilité et en les liant à la section « Notes et références ».
 (mars 2012).
O Clássico (littéralement, le Classique en portugais) est une rencontre opposant les clubs de football du SL Benfica et du FC Porto, les principaux clubs de respectivement Lisbonne et Porto.

## Histoire

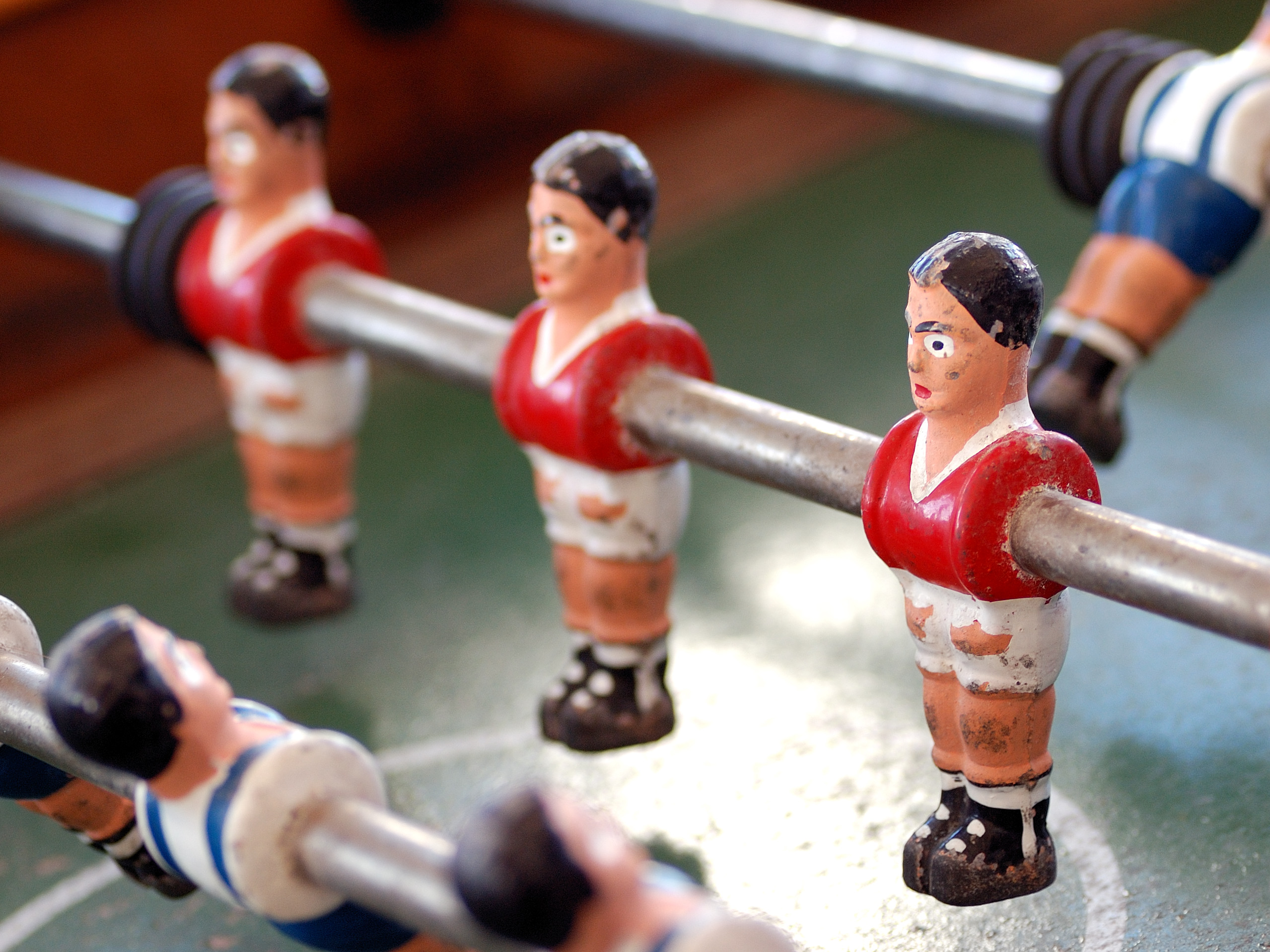
Baby-foot portugais représentant la rivalité Benfica - FC Porto.

Porto est longtemps resté dans l'ombre de la capitale, même si c'est la ville par laquelle le football a été introduit au Portugal, par des commerçants anglais (négociants du fameux vin de Porto). Dès 1893 le FC Porto est fondé, soit 11 ans avant le SL Benfica (1904). Il faudra attendre les années 1930 pour voir le premier véritable championnat et ainsi voir la rivalité naître.
Cependant, entre 1941 et 1954, le Sporting remporte 9 titres de champion, dont quatre de suite. En 1974, le Benfica compte 20 titres de champion du Portugal, le Sporting 14 et Porto seulement 5. Les années qui suivront seront beaucoup plus favorables au club du nord. Depuis que Pinto Da Costa est président du FC Porto et qu'António de Oliveira Salazar n'est plus au pouvoir du pays (ancien dictateur portugais), les Dragons ont remporté 20 championnats du Portugal. La décennie 90 représente des années fastes pour le FC Porto, avec 8 titres en 10 ans, dont 5 de suite (un record).
À eux deux, Aigles et Dragons ont raflé 23 des 26 derniers titres.
Au niveau européen, les 2 clubs ont un palmarès significatif : Benfica a remporté 2 Ligues des champions et Porto a remporté 2 Ligues des champions, 2 Ligue Europa, 1 Supercoupe de l'UEFA et 2 Coupes Intercontinentales.

## Records

### Joueurs les plus capés
|   | Joueurs             | Club(s)        | Matchs |
| - | ------------------- | -------------- | ------ |
| 1 | Nené                | Benfica        | 30     |
| 2 | Mário Coluna        | Benfica        | 28     |
| 2 | Francisco Ferreira  | Porto, Benfica | 28     |
| 4 | Virgílio Mendes     | Porto          | 27     |
| 5 | Vítor Baía          | Porto          | 24     |
| 5 | Frederico Barrigana | Porto          | 24     |
| 5 | Humberto Coelho     | Benfica        | 24     |
| 5 | Eusébio             | Benfica        | 24     |
| 5 | Joäo Pinto          | Porto          | 24     |
| 5 | António Veloso      | Benfica        | 24     |

### Meilleurs buteurs
|   | Joueurs           | Club(s) | Buts |
| - | ----------------- | ------- | ---- |
| 1 | José Águas        | Benfica | 17   |
| 2 | Eusébio           | Benfica | 16   |
| 3 | Semilhas          | Benfica | 12   |
| 4 | Julinho           | Benfica | 11   |
| 5 | Monteiro da Costa | Porto   | 10   |

## Palmarès
| International           | Benfica | Porto |
| ----------------------- | ------- | ----- |
| Ligue des champions     | 2       | 2     |
| Ligue Europa            | 0       | 2     |
| Supercoupe de l'UEFA    | 0       | 1     |
| Coupe intercontinentale | 0       | 2     |
| National                | Benfica | Porto |
| Championnat             | 38      | 30    |
| Coupe                   | 26      | 20    |
| Campeonato de Portugal  | 3       | 4     |
| Coupe de la Ligue       | 8       | 1     |
| Supercoupe              | 9       | 24    |
| Total                   | 86      | 86    |

## Repères
- Premier affrontement : le 24 mars 1935 à Lisbonne, au stade Campo das Amoreiras. Le Benfica s'impose 3-0 devant 20 000 spectateurs, mais c'est Porto qui sera sacré champion cette saison-là.
- Plus large victoire à domicile du Benfica : Benfica 12-2 FC Porto (Championnat du Portugal 1942/43).
- Plus large victoire à l'extérieur du Benfica : FC Porto 0-5 Benfica (Championnat du Portugal 1974/75).
- Plus large victoire à domicile du FC Porto : FC Porto 8-0 Benfica (Coupe du Portugal 1932/1933).
- Plus large victoire à l'extérieur du FC Porto : Benfica 0-5 FC Porto (Supercoupe du Portugal 1995/96).
- Le FC Porto a été sacré champion du Portugal à trois reprises dans le stade de son éternel rival, dont le second a été célébré avec les lumières éteintes et l'arrosage allumé. 1939/1940 stade des amoreiras ; 2010/2011 et 2021/2022 stade da luz.
- Sur 250 matchs, 100 victoires pour le FC Porto, 88 pour le SL Benfica et 62 matchs nuls.